# Comuna de Grabów
Grabów (polaco: Gmina Grabów) é uma gminy (comuna) na Polónia, na voivodia de Lodz e no condado de Łęczycki. A sede do condado é a cidade de Grabów.
De acordo com os censos de 2004, a comuna tem 6555 habitantes, com uma densidade 42,3 hab/km².

## Área
Estende-se por uma área de 154,84 km², incluindo:
- área agricola: 91%
- área florestal: 7%

## Demografia
Dados de 30 de Junho 2004:
|                      | Total   | Total | Mulheres | Mulheres | Homens  | Homens |
| -------------------- | ------- | ----- | -------- | -------- | ------- | ------ |
|                      | pessoas | %     | pessoas  | %        | pessoas | %      |
| População            | 6555    | 100   | 3298     | 50,3     | 3257    | 49,7   |
| Densidade (pop./km²) | 42,3    | 100   | 21,3     | 21,3     | 21      | 21     |

De acordo com dados de 2002, o rendimento médio per capita ascendia a 1311,25 zł.

## Subdivisões
- Besiekiery, Budki, Borów, Borucice, Stary Besk, Biała Góra, Nowy Besk, Bowętów, Brudzeń, Byszew, Chorki, Gać, Golbice, Goszczędza, Grabów, Jastrzębia, Jaworów, Kotków, Ksawerów, Kurzjama, Kadzidłowa, Leszno, Nagórki, Odechów, Ostrówek, Piaski, Pieczew, Piotrkówek, Radzyń, Sławęcin, Smardzew, Smolice, Nowa Sobótka, Sobótka-Kolonia, Stara Sobótka, Srebrna, Wygorzele, Źrebięta, Żaczki.

## Comunas vizinhas
- Chodów, Daszyna, Dąbie, Kłodawa, Łęczyca, Olszówka, Świnice Warckie